# Le Mariage de l'année
Pour les articles homonymes, voir The Best Man.
Pour plus de détails, voir Fiche technique et Distribution.
Le Mariage de l'année (The Best Man) est un film américain de Malcolm D. Lee, sorti le 22 octobre 1999 aux États-Unis.

## Synopsis
Harper Stewart, écrivain de profession vient de publier son roman Histoire Inachevée (Unfinished Business dans la Version Originale) qui devient vite un Best-seller. Il vit à Chicago avec sa fiancée Robin, qui l'aime beaucoup, contrairement à Harper qui ne lui rend pas la pareille. 
Harper se rend à New-York, invité à être l'un des témoins du mariage de son ami, Lance Sullivan, qui est un grand nom du football américain. Lance, qui est sur le point d'épouser Mia, n'est autre qu'une ancienne collègue de Harper. Ce que Lance ignore, c'est que Mia et Harper ont eu une aventure alors qu'elle était déjà en couple avec Lance. Cet acte prémédité venait de Mia pour se venger de Lance, à cause de ses infidélités répétées lors de ses matchs. Lance découvrira l'histoire dans le fameux livre d'Harper.

## Fiche technique
- Titre : Le Mariage de l'année
- Titre original : The Best Man
- Réalisation : Malcolm D. Lee
- Scénario : Malcolm D. Lee
- Musique : Stanley Clarke
- Photographie : Frank Prinzi
- Montage : Cara Silverman (en)
- Production : Bill Carraro, Sam Kitt et Spike Lee
- Société de production : 40 Acres & A Mule Filmworks
- Société de distribution : Universal Pictures (États-Unis)
- Pays de production :  États-Unis
- Genre : Comédie dramatique et comédie romantique
- Durée : 120 minutes
- Dates de sortie : 
  - États-Unis : 22 octobre 1999

## Distribution
- Taye Diggs (VF : Sidney Kotto) : Harper Stewart
- Nia Long (VF : Annie Milon) : Jordan Armstrong
- Morris Chestnut (VF : Thierry Desroses) : Lance Sullivan
- Harold Perrineau (VF : Lucien Jean-Baptiste) : Julian Murch
- Terrence Howard (VF : Emile Abossolo M'Bo) : Quentin Spivey
- Sanaa Lathan (VF : Claudine Grémy) : Robin
- Melissa De Sousa (VF : Katie Amaizo) : Shelby
- Monica Calhoun (VF : Marie Gamory) : Mia Morgan
- Regina Hall (VF : Claudine Ancelot) : Candy
- Jim Moody (VF : Robert Darmel) : Uncle Skeeter
- Jarrod Bunch : Wayne
- Victoria Dillard (VF : Maïk Darah) : Anita

## Récompenses
- NAACP Image Award du meilleur film, de la meilleure actrice (N. Long) et du meilleur acteur (T. Howard) en 2000.

## Suites de l'histoire
Un second film - À la suite du succès du premier film, le réalisateur  Malcolm D. Lee sort une suite sous le nom de Le Mariage de l'année, 10 ans après. Le titre original en anglais s'intitule The Best Man Holiday et sort aux Etats-Unis le 13 Novembre 2013 au cinéma.
Une série - Cette fois, le réalisateur souhaite faire revivre ses mêmes  personnages 20 ans après. Une série intitulée The Best Man: The Final Chapters sortira le 22 décembre 2022 sur la chaine américaine Peacock.